# Francisco de Alfaro y Oña
Francisco de Alfaro y Oña (Valladolid, España, c. 1572 - Sevilla, España, 1602) fue un platero español. Era sobrino de Francisco de Alfaro.

## Biografía
Era hijo de Juan de Alfaro y de Elena de Escobar. Se deduce que, a los 19 años, Alfaro y Oña había heredado de su padre viñas y casas en Torrelobatón, así como 500.000 ducados. En 1591 todos aquellos bienes estaban en manos del albacea testamentario José de Madrid, que era platero de Valladolid. Se sabe que entre 1591 y 1597 su tío se hizo tutor de Alfaro y Oña y administrador de sus bienes, probablemente porque Alfaro y Oña se quedaría con su tío para ser aprendiz de platero. Posteriormente, cuando ya Alfaro y Oña trabajaba como maestro platero, siguió realizando algunas gestiones a su tío sobre encargos en Sevilla, en Marchena y en el Puerto de Santa María. Cuando Francisco de Alfaro se trasladó a Toledo en el 1600, Alfaro y Oña y Juan de Ledesma Merino se hicieron cargo del taller que Alfaro dejó en Sevilla, así como de sus encargos. En 1602 falleció Alfaro y Oña, y el oficio de platero de la catedral y algunos encargos corrieron a cargo exclusivamente de Ledesma.
Era miembro de la Hermandad de San Eligio (o San Eloy), del gremio de plateros de Sevilla. Esta hermandad existió en Sevilla desde 1341 a 1914.
El primer contrato de Alfaro y Oña para hacer una obra de plata fue el 31 de mayo de 1600, cuando le fue encargada la realización de una custodia de plata para la parroquia de La Palma del Condado, en Huelva. En la actualidad se conserva en dicho templo y es un buen ejemplo de custodia manierista de principios del siglo XVII.
El 14 de julio le fue encargada una lámpara votiva. El encargo lo recibió de Gaspar Rodríguez Cortés, que era vecino de Medina de Rioseco, Valladolid. Esta lámpara fue mandada por el capitán Alonso Sánchez de Cuéllar, vecino de Lima (Perú), para la ermita de Nuestra Señora de Castilviejo, en ese pueblo vallisoletano. En la actualidad esta pieza no se conserva.
El 19 de octubre Alonso Muñoz, clérigo y mayordomo de la parroquia de San Lorenzo de Sevilla, le encargó un par de ciriales para esta iglesia que se conservan en la actualidad. Son manieristas y la parte superior tiene forma de macolla con base panzuda. Se trata de piezas de interés, porque este sería el estilo que se implementaría en los ciriales de la ciudad desde entonces hasta el siglo XVIII. En 1601 entregó otros ciriales a la parroquia de Marchena y otros a al mayordomo de la parroquia de Santa María de la Mesa de Utrera, aunque esos no son similares a los de la parroquia de San Lorenzo.
El 13 de marzo de 1601 entregó dos portapaces de plata casi iguales para los capellanes del coro de la catedral de Sevilla. Estos le habían sido encargados por Antonio Pimentel ya don Martín Gómez, racioneros y comisarios del cabildo. Estos portapaces se conservan en la actualidad.
El 5 de marzo de 1602 el cabildo le encargó una cruz parroquial para la iglesia de Santa Cruz, cercana a la catedral. Esta se conserva en dicha iglesia.